# Tasiocera terraereginae
Tasiocera terraereginae är en tvåvingeart som beskrevs av Alexander 1931. Tasiocera terraereginae ingår i släktet Tasiocera och familjen småharkrankar. Inga underarter finns listade i Catalogue of Life.